# Liste der Bodendenkmäler in Otzing
Auf dieser Seite sind die Bodendenkmäler in der niederbayerischen Gemeinde Otzing zusammengestellt. Diese Tabelle ist eine Teilliste der Liste der Bodendenkmäler in Bayern. Grundlage ist die Bayerische Denkmalliste, die auf Basis des Bayerischen Denkmalschutzgesetzes vom 1. Oktober 1973 erstmals erstellt wurde und seither durch das Bayerische Landesamt für Denkmalpflege geführt wird. Die folgenden Angaben ersetzen nicht die rechtsverbindliche Auskunft der Denkmalschutzbehörde.

## Bodendenkmäler der Gemeinde Otzing

### Gemarkung Haunersdorf
| Lage                   | Objekt | Akten-Nr.     | Bild |
| ---------------------- | --- | ------------- | ---- |
| Haunersdorf (Standort) | Grabhügel der mittleren Bronzezeit und der Hallstattzeit. Bestattungsplatz der Glockenbecherkultur, der mittleren römischen Kaiserzeit und der frühen Neuzeit. | D-2-7242-0038 |      |
| Haunersdorf (Standort) | Siedlung vor- und frühgeschichtlicher Zeitstellung. | D-2-7242-0266 |      |
| Haunersdorf (Standort) | Siedlungen der Altheimer Gruppe, der frühen Bronzezeit und der Latènezeit, sowie Bestattungsplatz der jüngeren Urnenfelderzeit.                                | D-2-7242-0313 |      |
| Haunersdorf (Standort) | Siedlung und verebnetes Grabenwerk vor- und frühgeschichtlicher Zeitstellung. Siedlung der Altheimer Gruppe.                                                   | D-2-7242-0314 |      |
| Haunersdorf (Standort) | Siedlung der Münchshöfener Gruppe, der frühen Bronzezeit, der Latènezeit und des frühen Mittelalters, Körpergräber der Glockenbecherkultur.                    | D-2-7242-0315 |      |
| Haunersdorf (Standort) | Siedlung der Münchshöfener Gruppe. | D-2-7242-0316 |      |
| Haunersdorf (Standort) | Verebnete Grabhügel vorgeschichtlicher Zeitstellung. | D-2-7242-0318 |      |
| Haunersdorf (Standort) | Brandgräber der älteren Urnenfelderzeit und Siedlung vor- und frühgeschichtlicher Zeitstellung.                                                                | D-2-7242-0319 |      |
| Haunersdorf (Standort) | Verebnetes großes rechteckiges und verebnetes kleines viereckiges Grabenwerk sowie Siedlung vor- und frühgeschichtlicher Zeitstellung.                         | D-2-7242-0320 |      |
| Haunersdorf (Standort) | Siedlung vor- und frühgeschichtlicher Zeitstellung. | D-2-7242-0321 |      |
| Haunersdorf (Standort) | Siedlung vor- und frühgeschichtlicher Zeitstellung. | D-2-7242-0322 |      |
| Haunersdorf (Standort) | Verebnetes Grabenwerk und Siedlung vor- und frühgeschichtlicher Zeitstellung.                                                                                  | D-2-7242-0323 |      |
| Haunersdorf (Standort) | Siedlung vor- und frühgeschichtlicher Zeitstellung. | D-2-7242-0324 |      |
| Haunersdorf (Standort) | Siedlung vor- und frühgeschichtlicher Zeitstellung. | D-2-7242-0325 |      |
| Haunersdorf (Standort) | Siedlung vor- und frühgeschichtlicher Zeitstellung. | D-2-7242-0326 |      |
| Haunersdorf (Standort) | Siedlung und verebnete Grabhügel vor- und frühgeschichtlicher Zeitstellung.                                                                                    | D-2-7242-0327 |      |
| Haunersdorf (Standort) | Siedlung vor- und frühgeschichtlicher Zeitstellung. | D-2-7242-0328 |      |
| Haunersdorf (Standort) | Siedlung und verebneter Graben vor- und frühgeschichtlicher Zeitstellung.                                                                                      | D-2-7242-0330 |      |
| Haunersdorf (Standort) | Siedlung vor- und frühgeschichtlicher Zeitstellung. | D-2-7242-0331 |      |
| Haunersdorf (Standort) | Siedlung vor- und frühgeschichtlicher Zeitstellung. | D-2-7242-0333 |      |
| Haunersdorf (Standort) | Siedlung vor- und frühgeschichtlicher Zeitstellung. | D-2-7242-0334 |      |
| Haunersdorf (Standort) | Verebneter Graben und Siedlung vor- und frühgeschichtlicher Zeitstellung.                                                                                      | D-2-7242-0335 |      |
| Haunersdorf (Standort) | Siedlung vor- und frühgeschichtlicher Zeitstellung. | D-2-7242-0336 |      |
| Haunersdorf (Standort) | Verebnetes Grabenwerk vor- und frühgeschichtlicher Zeitstellung.                                                                                               | D-2-7242-0337 |      |
| Haunersdorf (Standort) | Untertägige mittelalterliche und frühneuzeitliche Befunde im Bereich der Katholischen Filialkirche St. Petrus in Arndorf.                                      | D-2-7242-0481 |      |
| Haunersdorf (Standort) | Untertägige frühneuzeitliche Befunde im Bereich des Kirchhofs und der Katholischen Filialkirche St. Ottilia in Haunersdorf.                                    | D-2-7242-0496 |      |
| Haunersdorf (Standort) | Ehem. Ministerialienburg des hohen Mittelalters. | D-2-7242-0498 |      |
| Haunersdorf (Standort) | Bestattungsplatz der Bronzezeit bzw. Urnenfelderzeit. | D-2-7242-0546 |      |

### Gemarkung Lailling
| Lage                | Objekt | Akten-Nr.     | Bild |
| ------------------- | --- | ------------- | ---- |
| Lailling (Standort) | Siedlung der Bronzezeit. | D-2-7242-0338 |      |
| Lailling (Standort) | Siedlung der Bronzezeit bzw. Urnenfelderzeit.                                                                                                  | D-2-7242-0339 |      |
| Lailling (Standort) | Siedlung vor- und frühgeschichtlicher Zeitstellung.                                                                                            | D-2-7242-0340 |      |
| Lailling (Standort) | Siedlung vor- und frühgeschichtlicher Zeitstellung. Reihengräber des frühen Mittelalters.                                                      | D-2-7242-0341 |      |
| Lailling (Standort) | Siedlung vor- und frühgeschichtlicher Zeitstellung.                                                                                            | D-2-7242-0343 |      |
| Lailling (Standort) | Siedlung und Körpergräber vor- und frühgeschichtlicher Zeitstellung.                                                                           | D-2-7242-0344 |      |
| Lailling (Standort) | Siedlung vor- und frühgeschichtlicher Zeitstellung.                                                                                            | D-2-7242-0345 |      |
| Lailling (Standort) | Siedlung und verebnete Grabhügel vor- und frühgeschichtlicher Zeitstellung.                                                                    | D-2-7242-0346 |      |
| Lailling (Standort) | Siedlung und verebnete Grabhügel vor- und frühgeschichtlicher Zeitstellung.                                                                    | D-2-7242-0347 |      |
| Lailling (Standort) | Siedlung vor- und frühgeschichtlicher Zeitstellung.                                                                                            | D-2-7242-0349 |      |
| Lailling (Standort) | Siedlung vor- und frühgeschichtlicher Zeitstellung.                                                                                            | D-2-7242-0350 |      |
| Lailling (Standort) | Verebneter Grabhügel vorgeschichtlicher Zeitstellung.                                                                                          | D-2-7242-0351 |      |
| Lailling (Standort) | Verebnetes viereckiges Grabenwerk und Siedlung vor- und frühgeschichtlicher Zeitstellung.                                                      | D-2-7242-0352 |      |
| Lailling (Standort) | Siedlung vor- und frühgeschichtlicher Zeitstellung.                                                                                            | D-2-7242-0353 |      |
| Lailling (Standort) | Siedlung der Bronzezeit bzw. Urnenfelderzeit.                                                                                                  | D-2-7242-0427 |      |
| Lailling (Standort) | Untertägige mittelalterliche und frühneuzeitliche Befunde im Bereich des Kirchhofs und der Katholischen Filialkirche St. Nikolaus in Lailling. | D-2-7242-0466 |      |
| Lailling (Standort) | Siedlung der Urnenfelderzeit. | D-2-7242-0492 |      |
| Lailling (Standort) | Siedlung vor- und frühgeschichtlicher Zeitstellung.                                                                                            | D-2-7242-0543 |      |
| Lailling (Standort) | Mittelalterlicher Turmhügel Lettenbühl bzw. Lettenbichel. Siehe auch: Turmhügel Lettenbühl                                                     | D-2-7243-0242 |      |
| Lailling (Standort) | Siedlung vor- und frühgeschichtlicher Zeitstellung.                                                                                            | D-2-7243-0243 |      |
| Lailling (Standort) | Siedlung vor- und frühgeschichtlicher Zeitstellung.                                                                                            | D-2-7243-0244 |      |
| Lailling (Standort) | Siedlung vor- und frühgeschichtlicher Zeitstellung.                                                                                            | D-2-7243-0245 |      |
| Lailling (Standort) | Siedlung vor- und frühgeschichtlicher Zeitstellung.                                                                                            | D-2-7243-0246 |      |

### Gemarkung Niederpöring
| Lage                    | Objekt                                   | Akten-Nr.     | Bild |
| ----------------------- | ---------------------------------------- | ------------- | ---- |
| Niederpöring (Standort) | Teilstück der Römerstraße Landshut-Moos. | D-2-7243-0173 |      |

### Gemarkung Otzing
| Lage              | Objekt | Akten-Nr.     | Bild |
| ----------------- | --- | ------------- | ---- |
| Otzing (Standort) | Siedlung vor- und frühgeschichtlicher Zeitstellung. | D-2-7242-0329 |      |
| Otzing (Standort) | Untertägige mittelalterliche und frühneuzeitliche Befunde im Bereich der ehemalige Wasserburg von Otzing mit durch Gräben befestigtem, rechteckigen Vorburgareal. Siehe auch: Burg Otzing | D-2-7242-0354 |      |
| Otzing (Standort) | Siedlung der Gruppe Oberlauterbach, der Münchshöfener Gruppe und der Urnenfelder- bzw. Hallstattzeit. Bestattungsplatz der Schnurkeramik. | D-2-7242-0355 |      |
| Otzing (Standort) | Grabhügel der mittleren Bronzezeit. | D-2-7242-0356 |      |
| Otzing (Standort) | Siedlung vorgeschichtlicher Zeitstellung. | D-2-7242-0357 |      |
| Otzing (Standort) | Siedlung der mittleren Bronzezeit. | D-2-7242-0358 |      |
| Otzing (Standort) | Siedlung vorgeschichtlicher Zeitstellung. | D-2-7242-0359 |      |
| Otzing (Standort) | Siedlung vor- und frühgeschichtlicher Zeitstellung. | D-2-7242-0360 |      |
| Otzing (Standort) | Siedlung der mittleren bis jüngeren Linearbandkeramik mit Siedlungsbestattungen und Herdstellen/Öfen, des Mittelneolithikums (SOB/Stichbandkeramik), des Jungneolithikums (Münchshöfener und Altheimer Gruppe, letztere mit Grabenwerk), der älteren Glockenbecherkultur, der Bronzezeit, Urnenfelder- und Hallstattzeit sowie der mittleren bis späten Latènezeit, frühmittelalterliche Reihengräber. | D-2-7242-0361 |      |
| Otzing (Standort) | Verebnete Grabhügel vorgeschichtlicher Zeitstellung. | D-2-7242-0363 |      |
| Otzing (Standort) | Siedlung metallzeitlicher und mittelalterlicher Zeitstellung. | D-2-7242-0364 |      |
| Otzing (Standort) | Siedlung des Neolithikums und der jüngeren Urnenfelderzeit. Bestattungsplatz der späten Urnenfelderzeit, der frühen Latènezeit und des frühen Mittelalters. Verebnete Viereckschanze der späten Latènezeit. | D-2-7242-0367 |      |
| Otzing (Standort) | Reihengräber des frühen Mittelalters | D-2-7242-0368 |      |
| Otzing (Standort) | Siedlung vor- und frühgeschichtlicher Zeitstellung. | D-2-7242-0370 |      |
| Otzing (Standort) | Verebnetes viereckiges Grabenwerk und Siedlung vor- und frühgeschichtlicher Zeitstellung. | D-2-7242-0371 |      |
| Otzing (Standort) | Siedlung vor- und frühgeschichtlicher Zeitstellung. | D-2-7242-0372 |      |
| Otzing (Standort) | Siedlung vor- und frühgeschichtlicher Zeitstellung. | D-2-7242-0373 |      |
| Otzing (Standort) | Verebnete Grabhügel vorgeschichtlicher Zeitstellung. | D-2-7242-0374 |      |
| Otzing (Standort) | Siedlung vor- und frühgeschichtlicher Zeitstellung. | D-2-7242-0375 |      |
| Otzing (Standort) | Verebneter Kreisgraben und Grabhügel bzw. Siedlung vor- und frühgeschichtlicher Zeitstellung. | D-2-7242-0376 |      |
| Otzing (Standort) | Verebnete Grabhügel vorgeschichtlicher Zeitstellung. | D-2-7242-0377 |      |
| Otzing (Standort) | Verebneter Grabhügel vorgeschichtlicher Zeitstellung. | D-2-7242-0378 |      |
| Otzing (Standort) | Siedlung vor- und frühgeschichtlicher Zeitstellung. | D-2-7242-0380 |      |
| Otzing (Standort) | Siedlung vor- und frühgeschichtlicher Zeitstellung. | D-2-7242-0382 |      |
| Otzing (Standort) | Siedlung vor- und frühgeschichtlicher Zeitstellung. | D-2-7242-0383 |      |
| Otzing (Standort) | Siedlung vor- und frühgeschichtlicher Zeitstellung. | D-2-7242-0384 |      |
| Otzing (Standort) | Siedlung und verebnetes Grabenwerk vor- und frühgeschichtlicher Zeitstellung. | D-2-7242-0385 |      |
| Otzing (Standort) | Siedlung und verebnete Gräben vor- und frühgeschichtlicher Zeitstellung. | D-2-7242-0387 |      |
| Otzing (Standort) | Siedlung und verebneter Graben vor- und frühgeschichtlicher Zeitstellung. | D-2-7242-0390 |      |
| Otzing (Standort) | Siedlung vor- und frühgeschichtlicher Zeitstellung. | D-2-7242-0391 |      |
| Otzing (Standort) | Siedlung vor- und frühgeschichtlicher Zeitstellung. | D-2-7242-0393 |      |
| Otzing (Standort) | Siedlung und verebnetes Grabenwerk vor- und frühgeschichtlicher Zeitstellung, Siedlung des Neolithikums, Grabhügel der Hallstattzeit. | D-2-7242-0394 |      |
| Otzing (Standort) | Siedlung vor- und frühgeschichtlicher Zeitstellung. | D-2-7242-0395 |      |
| Otzing (Standort) | Siedlung vor- und frühgeschichtlicher Zeitstellung. | D-2-7242-0397 |      |
| Otzing (Standort) | Verebneter Grabhügel vorgeschichtlicher Zeitstellung. | D-2-7242-0399 |      |
| Otzing (Standort) | Verebnete Grabhügel vorgeschichtlicher Zeitstellung. | D-2-7242-0400 |      |
| Otzing (Standort) | Siedlung der mittleren Bronzezeit und der Hallstattzeit. | D-2-7242-0401 |      |
| Otzing (Standort) | Verebneter Grabhügel vorgeschichtlicher Zeitstellung. | D-2-7242-0402 |      |
| Otzing (Standort) | Siedlung vor- und frühgeschichtlicher Zeitstellung. | D-2-7242-0404 |      |
| Otzing (Standort) | Siedlung der Urnenfelder- und Hallstattzeit. | D-2-7242-0407 |      |
| Otzing (Standort) | Untertägige mittelalterliche und frühneuzeitliche Befunde im Bereich des Kirchhofs und der Katholischen Pfarrkirche St. Laurentius in Otzing. | D-2-7242-0479 |      |
| Otzing (Standort) | Siedlung und Gräber des Südostbayerischen Mittelneolithikums (SOB), Siedlung der Münchshöfener Kultur, der Bronzezeit, der Frühlatènezeit mit kleinem Grabengeviert, frühmittelalterliche Siedlung und Bestattungen, wohl Hofgrablegen. | D-2-7242-0488 |      |
| Otzing (Standort) | Siedlung der mittleren bis jüngeren Linearbandkeramik, der Stichbandkeramik/Gruppe Oberlauterbach, der Münchshöfener Gruppe, der Bronzezeit oder Urnenfelderzeit, der Hallstatt- und der Latènezeit. Körpergräber der Linearbandkeramik. | D-2-7242-0522 |      |
| Otzing (Standort) | Siedlung der älteren bis mittleren Linearbandkeramik, der Münchshöfener Gruppe, der Hallstatt- und Latènezeit, der römischen Kaiserzeit sowie des älteren Mittelalters (karolingisch-ottonische Zeit), Reihengräber des frühen Mittelalters. | D-2-7242-0523 |      |
| Otzing (Standort) | Siedlung der mittleren Bronzezeit. | D-2-7242-0545 |      |
| Otzing (Standort) | Siedlung vor- und frühgeschichtlicher Zeitstellung und Körpergräber der frühen Bronzezeit. | D-2-7243-0247 |      |
| Otzing (Standort) | Verebnete Grabhügel vorgeschichtlicher Zeitstellung. | D-2-7243-0249 |      |
| Otzing (Standort) | Verebnete Grabhügel vorgeschichtlicher Zeitstellung. | D-2-7243-0250 |      |
| Otzing (Standort) | Siedlung der Bronzezeit oder Urnenfelderzeit. | D-2-7243-0251 |      |
| Otzing (Standort) | Siedlung vor- und frühgeschichtlicher Zeitstellung. | D-2-7243-0252 |      |
| Otzing (Standort) | Verebnete Grabhügel vorgeschichtlicher Zeitstellung. | D-2-7243-0253 |      |
| Otzing (Standort) | Siedlung mit Pfostenbauten neolithischer Zeitstellung. | D-2-7243-0255 |      |
| Otzing (Standort) | Siedlung vor- und frühgeschichtlicher Zeitstellung. | D-2-7243-0256 |      |
| Otzing (Standort) | Siedlung vor- und frühgeschichtlicher Zeitstellung. | D-2-7243-0257 |      |
| Otzing (Standort) | Siedlung vor- und frühgeschichtlicher Zeitstellung. | D-2-7243-0258 |      |
| Otzing (Standort) | Siedlung vor- und frühgeschichtlicher Zeitstellung. | D-2-7243-0259 |      |
| Otzing (Standort) | Siedlung vor- und frühgeschichtlicher Zeitstellung. | D-2-7243-0260 |      |
| Otzing (Standort) | Siedlung vor- und frühgeschichtlicher Zeitstellung. | D-2-7243-0261 |      |
| Otzing (Standort) | Siedlung vor- und frühgeschichtlicher Zeitstellung. | D-2-7243-0262 |      |
| Otzing (Standort) | Siedlung und verebnetes Grabenwerk vor- und frühgeschichtlicher Zeitstellung. | D-2-7243-0264 |      |
| Otzing (Standort) | Siedlung vor- und frühgeschichtlicher Zeitstellung. | D-2-7243-0265 |      |
| Otzing (Standort) | Siedlung vor- und frühgeschichtlicher Zeitstellung. | D-2-7243-0266 |      |
| Otzing (Standort) | Siedlung vor- und frühgeschichtlicher Zeitstellung. | D-2-7243-0267 |      |
| Otzing (Standort) | Verebnete viereckige Grabenwerke der Hallstattzeit, Siedlung vor- und frühgeschichtlicher Zeitstellung, unter anderem der Altheimer Kultur. | D-2-7243-0270 |      |
| Otzing (Standort) | Siedlung der frühen Bronzezeit und der Urnenfelderzeit. | D-2-7243-0271 |      |
| Otzing (Standort) | Untertägige Befunde im Bereich der ehemalige Sanierungsanlage aus der Zeit des Ersten Weltkrieges. | D-2-7243-0381 |      |
| Otzing (Standort) | Untertägige mittelalterliche und frühneuzeitliche Befunde im Bereich der Katholischen Filialkirche St. Ulrich in Kleinweichs. | D-2-7243-0392 |      |

### Gemarkung Wallersdorf
| Lage                   | Objekt | Akten-Nr.     | Bild |
| ---------------------- | --- | ------------- | ---- |
| Wallersdorf (Standort) | Verebnetes Grabenwerk und Siedlung der Linearbandkeramik, Siedlung der Stichbandkeramik, der Gruppe Oberlauterbach, der Münchshöfener Gruppe, der Bronzezeit und Latènezeit sowie der römischen Kaiserzeit. | D-2-7242-0035 |      |